# 罗恩猪笼草
，又称，是澳大利亚约克角半岛北部特有的热带食虫植物。其种加词来源于艾利斯·罗恩。其与奇异猪笼草（N. mirabilis）之间存在着密切的近缘关系，一度被认为是同一个物种。

## 分类学
1881年至1905年间，弗雷德里克·曼森·贝利描述了11个产自澳大利亚北部的猪笼草属物种，但在1928年这11个物种全部被B·H·丹瑟认为是奇异猪笼草的同物异名。罗恩猪笼草是唯一一个被B·H·丹瑟认为具有奇异猪笼草非典型形态特征的类群。他写道：
|  | 在我观察过所有模式标本或至少是可靠的标本后发现，它们几乎都是奇异猪笼草的变型。只有罗恩猪笼草具有与奇异猪笼草不同的形态特征——具钟形或漏斗形的上位笼。这样的差别往往出现于几个近似的物种中，所以以此将其分别为两个独立的物种肯定是不够的。 |

然而，2001年至2003年的实地考察发现“罗恩猪笼草具有多个与奇异猪笼草不同，稳定且显著的形态特征和生态学特征”，所以这个类群在2005年被恢复为一个独立的物种。但分类学家简·斯洛尔（Jan Schlauer）在其食虫植物数据库中并不认同，他仍认为罗恩猪笼草是奇异猪笼草的一个同物异名。
| 奇异猪笼草与罗恩猪笼草之间形态特征的区别（Clarke & Kruger, 2005） |                                  |                                                      |
| 形态特征                                                          | 奇异猪笼草                       | 罗恩猪笼草                                           |
| 叶片形态特征                                                      | 急尖至圆形                       | 收缩至末端，与笼蔓衔接处形成一个狭窄、急尖的延长部分 |
| 笼蔓的衔接处                                                      | 末端                             | 末端后方，呈盾形                                     |
| 笼翼                                                              | 简单，具翼须                     | 前部常平展，呈“T”形，常具翼须                        |
| 叶片质地                                                          | 常为纸质                         | 坚硬的革质                                           |
| 叶片与茎的衔接处                                                  | 简单，极少下延至节间距的三分之一 | 下延至节间距的二分之一，或更多                       |
| 捕虫笼下半部腺体的密度                                            | 每平方厘米1600至2500个           | 每平方厘米约3600个                                   |
| 上位笼笼肩的位置                                                  | 中部至下部                       | 上四分之一处                                         |
| 下位笼笼肩的位置                                                  | 下三分之一至四分之一处           | 唇下                                                 |

## 学名

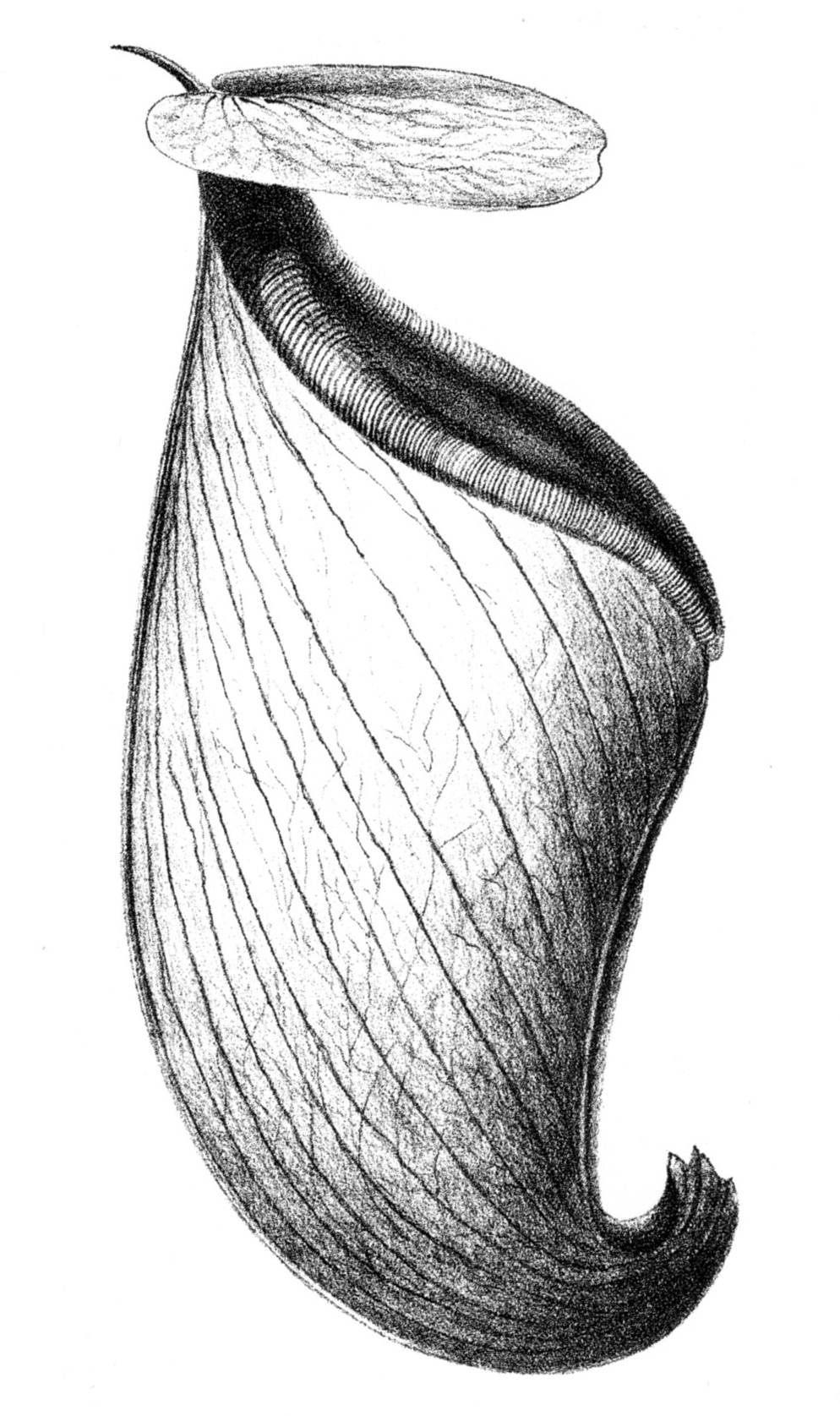
弗雷德里克·曼森·贝利关于罗恩猪笼草描述的原插图，发表与1897年

根据国际植物命名法规，罗恩猪笼草的种加词来源于人名“Rowan”，正确学名应为“Nepenthes rowaniae”。虽然“rowanae”理应被更正为“rowaniae”，但文献中更倾向使用“Nepenthes rowanae”。

## 自然杂交种
- N. mirabilis × N. rowanae[4]
- N. rowanae × N. tenax[8]

## 扩展阅读
- 食虫植物照片搜寻引擎中罗恩猪笼草的照片 （页面存档备份，存于）

 维基共享资源上的相關多媒體資源：罗恩猪笼草
 維基物種上的相關：罗恩猪笼草